# Costa do Ouro Britânica
A Costa do Ouro britânica (em inglês British Gold Coast) foi uma colônia do Reino Unido situada no Golfo da Guiné na África ocidental que tornou-se independente pacificamente e hoje é conhecida como Gana em 1957.

## História
Os primeiros europeus a chegarem à costa foram os portugueses em 1471, que encontraram uma grande variedade de reinos africanos, alguns dos quais controlavam territórios com importantes depósitos de ouro no solo. Em 1482, os portugueses construíram o Castelo de São Jorge da Mina, o primeiro assentamento europeu na Costa do Ouro. A partir daí negociavam escravos, ouro, facas, miçangas, espelhos, rum e armas. As notícias dessas atividades comerciais expandiram-se rapidamente, eventualmente trazendo consigo comerciantes britânicos, holandeses, dinamarqueses, prussianos e suecos. Estes comerciantes europeus construíram várias fortalezas ao longo da costa. O nome de Costa do Ouro era uma denominação utilizada antigamente pelos europeus, devido à grande quantidade de reservas de ouro na área. No entanto, o comércio de escravos foi a principal atividade comercial durante muitos anos.
A Costa do Ouro britânica foi constituída como tal em 1867, quando o governo britânico aboliu a Companhia dos Comerciantes Africanos e apreendeu terras privadas ao longo da costa. Também assumiram o restante dos territórios de outros países europeus, anexando a Costa de Ouro dinamarquesa em 1850 e a Costa do Ouro holandesa, incluindo o Forte Elmina em 1872. A Grã-Bretanha constantemente ampliou sua colônia através da invasão de reinos locais, bem como, particularmente das confederações Axante e Fante. Os axantes controlava a maior parte do território de Gana, antes da chegada dos europeus e estiveram frequentemente em conflito com eles. Os territórios axantes foram gradualmente incorporados à colônia britânica entre 1822 e 1900, após uma série de guerras entre o império europeu e reino africano. Em 1901, todo o território da Costa do Ouro estava em mãos britânicas, com seus reinos e tribos unificadas sob uma administração.
Os britânicos exportavam uma grande variedade de recursos naturais na área, tais como ouro, diamantes, marfim, pimenta, madeira, grãos e cacau. Os colonos também construíram ferrovias e infraestrutura de transporte sofisticado que constituem a base da infraestrutura de transporte atual em Gana. Também construíram hospitais e escolas de estilo ocidental para fornecer serviços aos cidadãos do império.
Em 1945, a população nativa exigiu mais autonomia após a conclusão da Segunda Guerra Mundial e o início do período de descolonização ao redor do mundo. Em 1956, a Togolândia britânica, o Protetorado Axante e o Protetorado Fante foram fundidos com a Costa do Ouro para criar uma colônia, que ficou conhecida como Gold Coast. Em 1957, a colônia obteve independência e a nova nação foi renomeada como Gana.